# Relazioni bilaterali tra Filippine e Taiwan
Le relazioni bilaterali tra Filippine e Taiwan fanno riferimento ai rapporti tra la Repubblica delle Filippine e la Repubblica di Cina. Le relazioni estere tra i due paesi sono oggetto delle relazioni tra Cina e Filippine. Tra le altre questioni, tra i due vi sono convergenze nella disputa sul Mar Cinese Meridionale e sullo status politico di Taiwan. I due paesi intrattennero relazioni diplomatiche formali dal 1946 al 1975. Dal 1975, le Filippine riconoscono la Repubblica Popolare Cinese come unica autorità legittima della "Cina", seppur mantenendo relazioni non ufficiali con Taiwan attraverso l'Ufficio economico e culturale di Manila a Taipei e l'Ufficio economico e culturale di Taipei a Manila.

## Storia

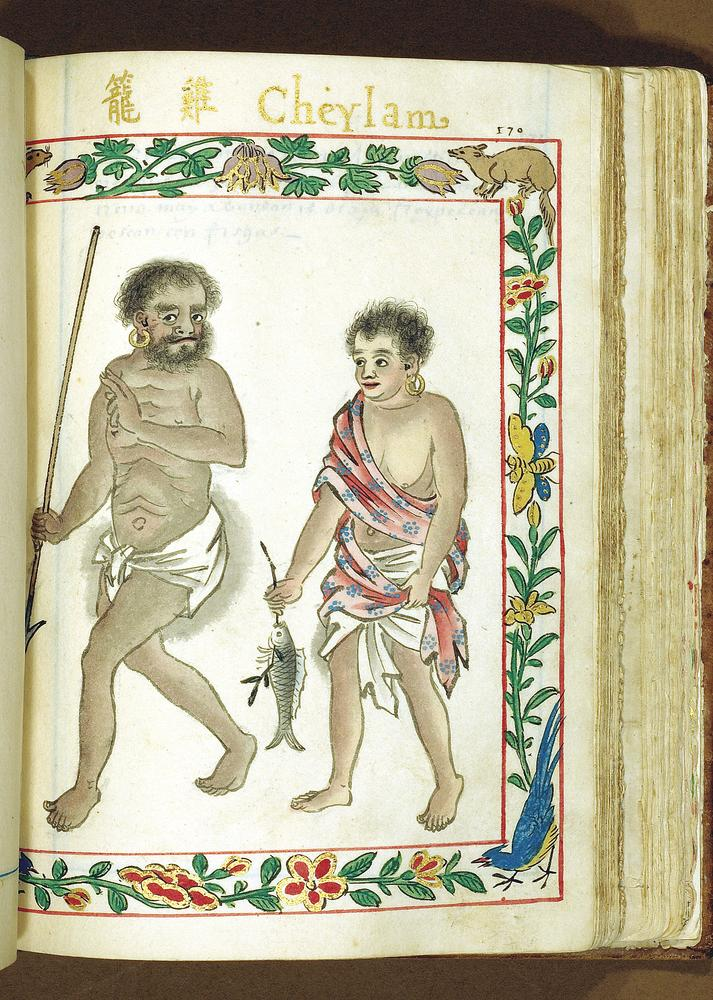
Aborigeni taiwanesi di Keelung nelle Filippine, c. 1590 nel Codice Boxer

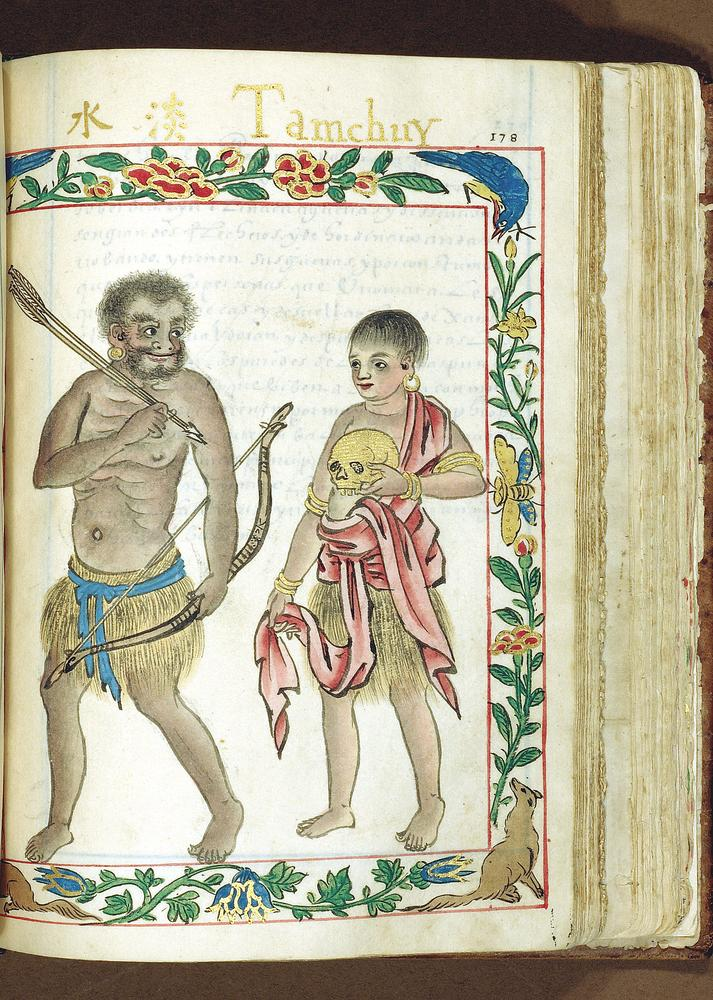
Aborigeni taiwanesi di Tamsui nelle Filippine, c. 1590 nel Codice Boxer

Si ritiene che la cultura di Changbin (長濱文化) a Taiwan, risalente a circa 10 000 anni fa, abbia avuto origine nelle Filippine o dal sud-est della Cina, secondo una recente analisi. La scoperta archeologica ha portato alla luce una tomba e circa 40 000 strumenti e frammenti in pietra, conchiglie e ossa. Secondo l'ipotesi avanzata, la costruzione del sito sarebbe da attribuire ai Negritos, i cui gruppi etnici sono ancora sparsi nelle Filippine e in altre aree del sud-est asiatico.
Successivamente, i popoli austronesiani giunti a Taiwan migrarono verso sud nelle Filippine. In alcuni casi, si verificarono anche migrazioni di ritorno a Taiwan, che arricchirono ulteriormente la relazione genetica tra le due regioni. I popoli aborigeni di Taiwan e molti gruppi etnici nelle Filippine formarono reti commerciali intensive, il cui fulcro era situato sulla «via della giada marittima», rotta che svolse un ruolo importante nello scambio di beni per almeno 3 000 anni, tra il 2 000 a.C. e il 500 d.C. La giada grezza veniva estratta a Taiwan ed ampiamente lavorata nelle Filippine, quindi commerciata in tutta l'Asia orientale e sud-orientale. Tale rotta commerciale si ramificò anche verso il Borneo, il Vietnam, la Cambogia e la Thailandia peninsulare, diventando "una delle reti commerciali marittime più estese di un singolo materiale geologico nel mondo preistorico". Le Filippine producevano ed esportavano anche ferro battuto a Taiwan nel 400 d.C.
Nel X secolo, fu stabilita una nuova rotta commerciale tra le Filippine, il sud di Taiwan, le isole Penghu e Quanzhou in Cina. Il XII secolo vide l'ascesa dei Bisaya, i quali, dopo aver sostato brevemente sulle coste di Taiwan, attraversarono lo Stretto di Formosa e razziarono le coste meridionali della Cina. Quando la Spagna colonizzò Manila nel XVI secolo, le Filippine spagnole riuscirono a controllare la parte settentrionale di Taiwan per un certo periodo, finché gli olandesi arrivarono e conquistarono l'isola nel suo insieme.
Nel 1662, Coxinga, lealista della dinastia Ming, sconfisse gli olandesi e occupò alcune sezioni di Taiwan con l'intento di colonizzare anche le Filippine, ma morì prima che potesse progettare un'invasione. Il piano comprendeva anche la conquista della Cina per conto della dinastia Ming, ma prima dell'invasione, i Ming furono sconfitti dalla appena insediata dinastia Qing.
Durante l'ascesa della Repubblica di Cina e la lotta contro l'Impero Manciù, il primo presidente cinese, Sun Yat-sen, sviluppò una sincera amicizia con il riformatore e rivoluzionario filippino Mariano Ponce.
In passato, le Filippine riconobbero ufficialmente la Repubblica di Cina come unico rappresentante della Grande Cina. Tuttavia, quando le relazioni diplomatiche formali tra le Filippine e la Repubblica Popolare Cinese furono stabilite il 9 giugno 1975, i rapporti diplomatici con la Repubblica di Cina furono interrotti. Durante il periodo in cui i due paesi mantennero relazioni diplomatiche formali, le Filippine permisero alla Repubblica di Cina di dirigere e gestire tutte le scuole cinesi presenti nel paese. Al termine di tali relazioni, le Filippine decisero di prendere in carico la gestione di tutte le scuole. Attualmente, la Repubblica Popolare Cinese non ha alcun intervento sulle scuole cinesi locali, ad eccezione dei partenariati bilaterali.
Nonostante l'interruzione delle relazioni diplomatiche, i due paesi stabilirono degli uffici rappresentativi con funzioni ambasciatoriali de facto, con Taiwan informalmente rappresentata dal Centro Economico e Culturale Pacifico a Manila e le Filippine dal Centro di Scambio Asiatico a Taipei. Nel dicembre del 1989, il primo venne rinominato Ufficio Economico e Culturale di Taipei nelle Filippine e il secondo Ufficio Economico e Culturale di Manila.
Nell'agosto del 2016, il governo di Taiwan, guidato da Tsai Ing-wen dal maggio dello stesso anno, ha annunciato che la sua Nuova politica del Sud si sarebbe concentrata sulle relazioni con le Filippine. Tra le aree di interesse bilaterali vi sono il commercio e gli investimenti, l'agricoltura, la pesca, l'acquacoltura, le PMI, le TIC, il cambiamento climatico, l'istruzione e la cultura. La nuova politica taiwanese è stata accolta con favore dal neoeletto governo Duterte, nonostante l'interesse delle Filippine verso la Cina continentale.
Nel 2017, le Filippine e Taiwan hanno siglato un rinnovato accordo sugli investimenti a Makati, il centro finanziario delle Filippine. L'accordo è stato ampliato per includere il settore finanziario, il settore delle infrastrutture e la proprietà intellettuale dei due paesi, differentemente da un accordo simile, risalente al 1992, che comprendeva solo il settore manifatturiero. Le due parti hanno inoltre firmato altri sei accordi nell'ambito delle consultazioni ministeriali in materia di commercio ed economia, tra cui memorandum d'intesa sull'energia verde, sulla supervisione dell'industria assicurativa e sulla formazione professionale. Nonostante il totale dissenso da parte del governo della RPC, gli accordi sono stati firmati nei tempi previsti. Un sondaggio del 2017 ha evidenziato un forte aumento del sostegno filippino verso l'indipendenza di Taiwan dalla Cina continentale. Le Filippine sostengono anche l'adesione di Taiwan all'UNESCO, in riconoscimento della conservazione olistica dei suoi siti del patrimonio culturale.
Nel gennaio del 2018, Taiwan ha fornito aiuti alle Filippine per la riabilitazione della città di Marawi, devastata dalla guerra di Mindanao. Inoltre, Taiwan ha inviato il proprio presidente del parlamento e numerosi parlamentari a Manila per promuovere ulteriormente gli scambi parlamentari e le relazioni tra le due nazioni. Un ulteriore sondaggio del 2021 ha rilevato che la maggioranza della popolazione filippina sostiene l'indipendenza di Taiwan.

## Relazioni socio-economiche
Storicamente, le Filippine e Taiwan non erano entità separate, bensì erano interconnesse attraverso la «via della giada marittima». L'attuale separazione tra le due zone è ampiamente considerata dagli studiosi come un artefatto del colonialismo moderno, dell'insediamento Han e della contingenza storica.
La solida economia taiwanese, in particolare nelle industrie manifatturiere, attira manodopera a basso costo dalle Filippine. La maggior parte dei filippini a Taiwan lavorano come operai, domestici, muratori e pescatori, e inviano gran parte dei loro guadagni alle loro famiglie in madrepatria. Ogni anno, molte donne filippine sposano uomini taiwanesi tramite matrimoni combinati, in modo tale da ottenere la cittadinanza taiwanese. I lavoratori filippini non qualificati a Taiwan, come anche nel resto del mondo, sono generalmente vulnerabili allo sfruttamento da parte dei loro datori di lavoro.
Il governo taiwanese si è dimostrato ricettivo nei confronti dei casi di maltrattamento dei lavoratori filippini. Gli operatori sanitari filippini devono passare attraverso un sistema di intermediazione che raccoglie la maggior parte dei loro guadagni mensili, richiede lunghe ore di lavoro senza paga straordinaria e non offre giorni di riposo. Alcuni operatori devono lavorare per 24 ore al giorno, seppur ricevendo salari mensili molto più bassi dello standard stabilito dal governo, in quanto non sono coperti dalla legge sul lavoro di Taiwan. Tuttavia i diritti dei lavoratori migranti sono stati recentemente migliorati in modo sostanziale, in seguito a diverse proteste. Ad oggi, lo stato garantisce sussidi agli operatori sanitari immigrati e tutti i bambini filippini residenti nel paese possono usufruire di un'istruzione di qualità.

### Economia
La mutua interazione economica rappresenta un fondamento solido per le relazioni tra i due paesi. Nel 2020, Taiwan costituiva l'ottavo partner commerciale delle Filippine, piazzandosi al nono posto come mercato di esportazione (2,1 miliardi di dollari) e all'ottavo posto come fonte di importazioni (4,7 miliardi di dollari). Nel 2019, inoltre, Taiwan era il nono paese per investimenti nelle Filippine, con imprese taiwanesi che hanno investito 54 milioni di dollari, soprattutto nel settore elettronico e nel settore dei macchinari.
Nel 2020, le Filippine rappresentavano il quattordicesimo partner commerciale di Taiwan, decimo per esportazioni e ventunesimo per importazioni. Il flusso commerciale reciproco è in costante aumento, con scambi che oscillano tra gli 8 e i 12 miliardi di dollari all'anno, i quali hanno portato Taiwan ad ottenere un sostanziale surplus. La forte interazione industriale è evidenziata dal fatto che i beni più scambiati sono semiconduttori e componenti elettronici.

### Turismo e immigrazione

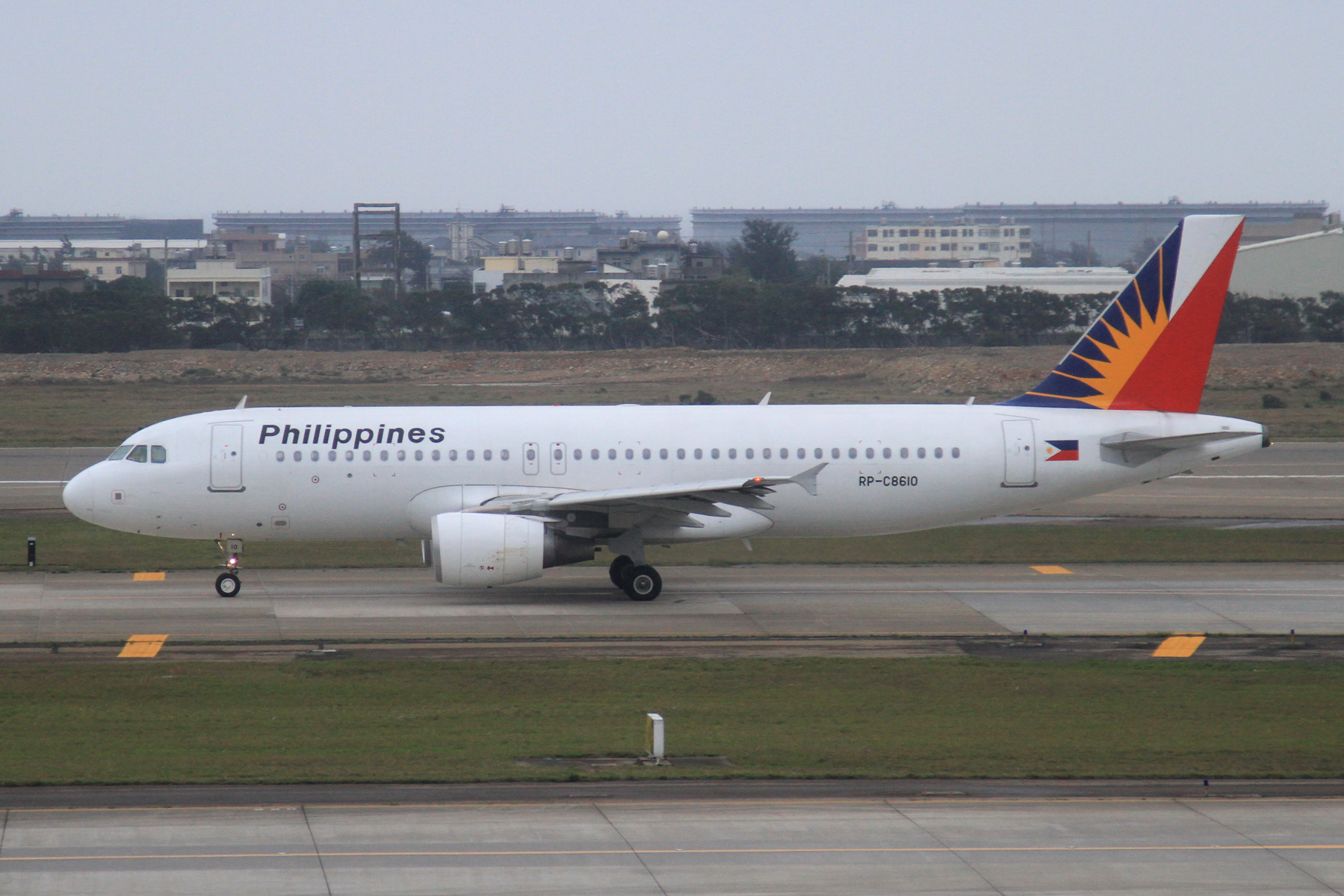
Aereo della Philippine Airlines a Taiwan

I collegamenti aerei tra Taipei e Manila sono operati quotidianamente da China Airlines, EVA Air, Philippine Airlines e Cebu Pacific Air.
I filippini godono di un'esenzione dal visto per entrare a Taiwan per scopi turistici e commerciali fino a 14 giorni. Questa misura è entrata in vigore il 1 novembre 2017 e la sua scadenza era prevista per il 31 luglio 2018, ma è stata prorogata fino al 31 luglio 2019. In precedenza, i filippini dovevano ottenere un certificato di autorizzazione al viaggio o un visto elettronico prima di recarsi a Taiwan. Al contrario, i visitatori taiwanesi devono ottenere un visto elettronico prima di viaggiare nelle Filippine attraverso il MECO. Nel 2019, 327 273 turisti taiwanesi hanno visitato le Filippine, mentre i turisti filippini a Taiwan sono stati 509 519.
Alla fine del dicembre 2016, c'erano 136 400 lavoratori filippini contrattuali sull'intera isola secondo il conteggio ufficiale dell'Agenzia per lo sviluppo della forza lavoro di Taiwan (WDA) del Ministero del lavoro (MOL). Nel 2021, circa 3 000 studenti filippini studiavano a Taiwan, molti dei quali in facoltà di ingegneria meccanica e di linguistica. Alcuni di loro partecipavano a programmi sperimentali di studio-lavoro nell'ambito dell'ingegneria meccanica, del design di moda e dell'agricoltura. Alcune festività filippine, come il Giorno dell'Indipendenza e il compleanno di José Rizal, sono celebrate dalla comunità filippina a Taiwan. Nel 2019, gli individui residenti nelle Filippine erano 8 557, costituendo la quarta comunità straniera nel paese.

## Controversie

### Isole Batanes e ZEE tra le Filippine e Taiwan

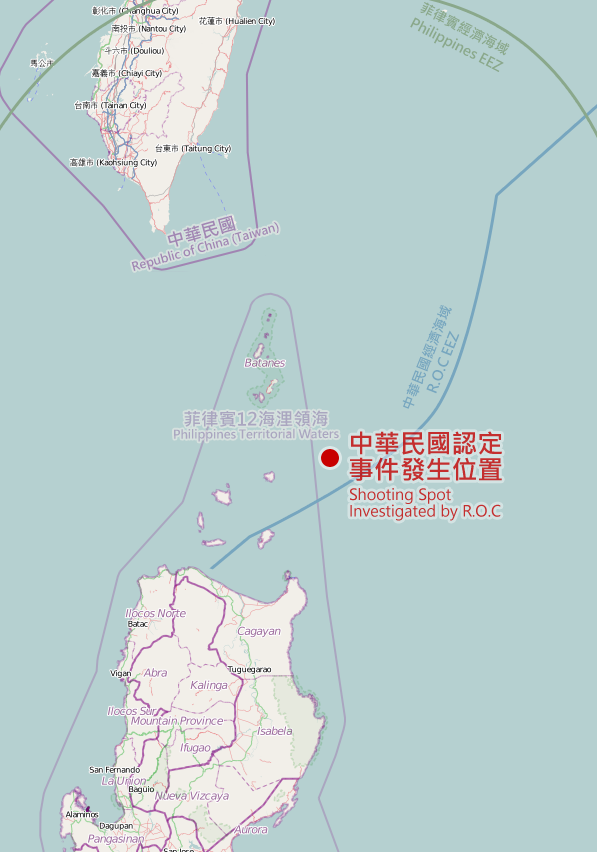
Il punto rosso è il luogo dell'incidente. Le isole a ovest del puntino sono territori terrestri delle Filippine, mentre il territorio terrestre taiwanese più vicino è 5 volte più lontano della terraferma filippina più vicina.

Il 23 dicembre 2007 è iniziato un conflitto tra le Filippine e Taiwan, a seguito della pubblicazione di un articolo sul Taipei Times, scritto da Chen Hurng-yu, a supporto delle rivendicazioni sulle isole Batanes da parte di Taiwan. L'articolo sosteneva che le Filippine avessero una presunta "debole pretesa" sulla provincia settentrionale del paese, seppur ne avevano il controllo effettivo. L'autore esortava inoltre il governo taiwanese a prendere il controllo delle isole, che erano state rivendicate per la prima volta dalle Filippine spagnole nel 1783 e successivamente incorporate e amministrate dalle Filippine senza contestazioni di altre nazioni nel XVIII secolo.
Il 9 maggio 2013, una barca taiwanese ha rifiutato di lasciare le acque al confine con Filippine nonostante i molteplici solleciti diplomatici delle Filippine ad abbandonare la zona. La situazione di stallo ha poi portato la Guardia costiera filippina ad aprire il fuoco sul peschereccio taiwanese, causando la morte di un pescatore. Il governo filippino, a seguito dell'incidente, ha sostenuto che la sparatoria fosse avvenuta nelle loro acque territoriali. Conseguentemente, Taiwan ha imposto sanzioni alle Filippine, tra cui il congelamento delle assunzioni di lavoratori filippini. La Guardia costiera taiwanese ha poi condotto pattugliamenti ritmici nelle acque, spingendo anche la Guardia costiera filippina a inviare pattuglie. Il 7 agosto, le autorità filippine hanno avanzato l'accusa di omicidio nei confronti del personale costiero coinvolto. L'8 agosto, per normalizzare i rapporti tra le due parti, un inviato filippino si è scusato con la famiglia della vittima, permettendo la revoca delle sanzioni da parte di Taiwan.
Nel 2015, un'altra imbarcazione da pesca taiwanese è entrata nelle acque filippine, provocando l'inseguimento da parte della Guardia costiera filippina. L'episodio si è concluso pacificamente con l'allontanamento del peschereccio dalle acque filippine. In precedenza, le due parti stavano cercando di formalizzare un accordo per risolvere eventuali dispute sulla pesca, compreso l'impegno a non usare la forza e le procedure per la detenzione e il rilascio di eventuali imbarcazioni o pescatori. A settembre 2019, gli ufficiali coinvolti nell'incidente del 2013 sono stati condannati dal tribunale, ponendo fine alla disputa durata 7 anni.

### Isole Spratly, secca di Scarborough e sentenza del Tribunale delle Nazioni Unite
Le Filippine rivendicano la secca di Scarborough e porzioni delle Isole Spratly attraverso la mappa di Velarde, pubblicata a livello internazionale nel 1734, mentre Taiwan rivendica l'intero Mar Cinese Meridionale attraverso la "linea dei nove tratti", disegnata su una mappa pubblicata nel 1947 dalla Repubblica di Cina.
Nel gennaio del 2013, le Filippine hanno ufficialmente avviato il procedimento arbitrale contro la rivendicazione della Cina sui territori all'interno della "linea dei nove tratti", la quale è stata successivamente dichiarata "illecita" ai sensi della Convenzione delle Nazioni Unite sul diritto del mare (UNCLOS). Un tribunale arbitrale è stato costituito ai sensi dell'Allegato VII dell'UNCLOS e si è deciso nel luglio 2013 che la Corte permanente di arbitrato (CPA) avrebbe svolto la funzione di registro e fornito le mansioni amministrative nel corso delle procedure.
Il 12 luglio 2016, gli arbitri del tribunale della CPA hanno concordato all'unanimità con le argomentazioni delle Filippine. Nell'arbitrato è stato concluso che non c'era alcuna prova che la Cina abbia storicamente esercitato un controllo esclusivo sulle acque o sulle risorse, pertanto non c'era "alcun fondamento giuridico per la Cina di rivendicare diritti storici" sulla linea dei nove tratti. Di conseguenza, la decisione del tribunale della CPA è stata giudicata definitiva e non appellabile da entrambi i paesi.
Il tribunale ha inoltre criticato i progetti di bonifica della Cina e la costruzione di isole artificiali nelle isole Spratly, affermando che ciò ha causato "gravi danni all'ambiente delle barriere coralline". Ha inoltre definito l'Isola Taiping e altre caratteristiche delle isole Spratly come "scogli" ai sensi dell'UNCLOS e, pertanto, non hanno diritto ad una zona economica esclusiva di 200 miglia nautiche.
Tuttavia, la Cina ha respinto la sentenza, definendola "infondata". Taiwan, che attualmente amministra l'Isola Taiping e basa le sue rivendicazioni sulla linea dei nove tratti, ha anch'essa rigettato la decisione, mentre numerosi paesi hanno sostenuto la decisione e l'hanno positivamente riconosciuta.
Tra i sostenitori della sentenza erano inclusi Australia, Belgio, Bosnia ed Erzegovina, Bulgaria, Canada, Croazia, Cipro, Repubblica Ceca, Danimarca, Estonia, Finlandia, Francia, Germania, Grecia, Ungheria, India, Irlanda, Italia, Giappone, Lettonia, Lituania, Lussemburgo, Malta, Myanmar, Paesi Bassi, Nuova Zelanda, Norvegia, Polonia, Portogallo, Romania, Singapore, Slovacchia, Slovenia, Corea del Sud, Spagna, Svezia, Regno Unito e Stati Uniti, nonché i rivendicanti della zona, ovvero Malesia, Vietnam e Filippine.

## Diplomatici

### Rappresentanti taiwanesi nelle Filippine
- Gary Lin (2014-)[59]
- Wu Hsin-hsing (2003-2008)

### Ambasciatori taiwanesi nelle Filippine
- Han Lih-wu (1964-1968)